# Tianmen
Tianmen (chinês tradicional: 天門, chinês simplificado: 天门, pinyin: Tiānmén, lit. ‘sky gate’) é uma sub-prefeitura com nível de cidade na província de Hubei, na China.